# Xilazină
Xilazina este un analog al clonidinei și un agonist al clasei α2 de receptori adrenergici. Acesta este utilizat pentru sedare, anestezie, relaxare musculară și analgezie la animale, precum cai, vite și alte mamifere altele decât omul. Medicii veterinari utilizează xilazina și ca emetic, mai ales la pisici.
În anestezia veterinară, xilazina este adesea folosită în combinație cu ketamina. Medicamentul este comercializat sub mai multe nume de marcă în întreaga lume, mai ales Rompun, produs de Bayer. Este comercializată și ca Anased, Sedazine și Chanazine. Interacțiunile cu alte medicamente variază în funcție de animal.
Substanța a devenit un drog de abuz, în special în Puerto Rico, unde este sustras din stocuri utilizate de către medicii veterinari pentru cai și folosit ca agent de adulterare pentru heroină.

## Utilizări medicale
Xilazina este adesea folosită ca sedativ, miorelaxant și analgezic. Este frecvent utilizată în tratamentul tetanosului. Xilazina este foarte similară cu medicamente precum fenotiazină, antidepresive triciclice și clonidină. Ca anestezic, aceasta este de obicei folosită în combinație cu ketamină. Xilazina pare să reducă sensibilitatea la absorbția insulinei și glucozei la om. Yohimbina a fost folosită pentru a reduce nivelul de glucoză la un nivel sănătos. În mediul clinic, yohimbina poate inversa efectele adverse ale xilazinei dacă se administrează intravenos în doză de 0,5 mL / 10 kg la scurt timp după administrarea de xilazină.

## Efecte secundare
Supradoza de xilazină este de obicei fatală la om. Pentru că aceasta este utilizată ca drog adulterant, simptomele cauzate de droguri care însoțesc xilazina variază de la caz la caz.
Cele mai frecvente efecte secundare la om asociate cu administrarea de xilazină sunt bradicardie, depresie respiratorie, hipotensiune arterială, hipertensiune arterială secundară tranzitorie de la stimularea nervului vag și alte modificări ale debitului cardiac. Xilazina scade semnificativ pulsul la animalele care nu sunt tratate anterior cu medicamente care au efecte anticolinergice. Scăderea frecvenței cardiace are un impact direct asupra fluxului aortic. Bradicardia cauzată de xilazină este prevenită eficient prin administrarea de atropină sau glicopirolat. Aritmiile asociate cu xilazina includ alte simptome, precum blocaj sinoatrial, blocaj atrioventricular, disociere A-V și aritmie sinusală.
Administrara de xilazină poate duce la diabet zaharat și hiperglicemie. Alte efecte secundare posibile care pot apărea sunt areflexie, astenie, ataxie, vedere încețoșată, dezorientare, amețeli, dizartrie, dismetrie, leșin, hiporeflexie, vorbire neclară, somnolență, uimitor, comă, apnee, respirație superficială, insomnie, contracții ventriculare premature, tahicardie, mioză și gură uscată. Rareori, pot apărea hipotonie, gură uscată, incontinență urinară și modificări nespecifice electrocardiografice ale segmentului ST. S-a raportat că durata simptomelor după supradozaj la om este variază de la 8 la 72 de ore. Noi cercetări sunt necesare pentru a clasifica efectele secundare care apar atunci când xilazina este utilizată în conjuncție cu heroină și cocaină.
Utilizarea cronică este considerată a fi asociată cu deteriorare fizică, dependență, abcese, ulcerații ale pielii, care pot fi debilitante fizic și dureroase. Hipertensiunea arterială, urmată de hipotensiune arterială, bradicardie și depresie respiratorie cauzează scăderea ratei de oxigenare la nivelul țesuturilor pielii. Astfel, consumul cronic de xilazină poate duce la deficitul de oxigenare a pielii, ceea ce duce la ulcerații severe ale pielii. Oxigenarea scăzută a pielii este asociată cu afectarea procesului de vindecare a rănilor și o șansă mai mare de infecție. Ulcerele poate avea un miros caracteristic și produce puroi. În cazurile severe, sunt necesare amputări ale extremităților afectate.